# Museo Marítimo de Estonia
El Museo Marítimo de Estonia —en estonio: Eesti Meremuuseum— está ubicado en la torre «Margarita la Gorda», en el casco antiguo de Tallin. El museo presenta la historia de los barcos y la navegación en Estonia y relacionada con Estonia. Otras sedes del Museo Marítimo son el museo de minas y el museo del Puerto de Hidroaviones, donde se exhiben embarcaciones.

## Historia
El museo fue fundado en febrero de 1935 por antiguos capitanes y marineros. En noviembre de 1940, tras el inicio de la ocupación soviética de Estonia, el museo fue cerrado y su colección trasladada a la torre Kiek in de Kök. El edificio original del museo fue destruido durante la guerra.
Después de la Segunda Guerra Mundial, la colección del museo fue distribuida entre el Museo Municipal de Tallin y otros museos locales. En 1961, el museo fue restablecido. En 1977, como parte de un plan de restauración del casco antiguo en preparación para los Juegos Olímpicos de Moscú de 1980, el museo fue nuevamente cerrado y reabierto en abril de 1981.
Desde 1981, su exposición principal se encuentra en la torre «Margarita la Gorda». Un segundo museo fue inaugurado en mayo de 2012 en el Puerto de Hidroaviones.

## Margarita la Gorda

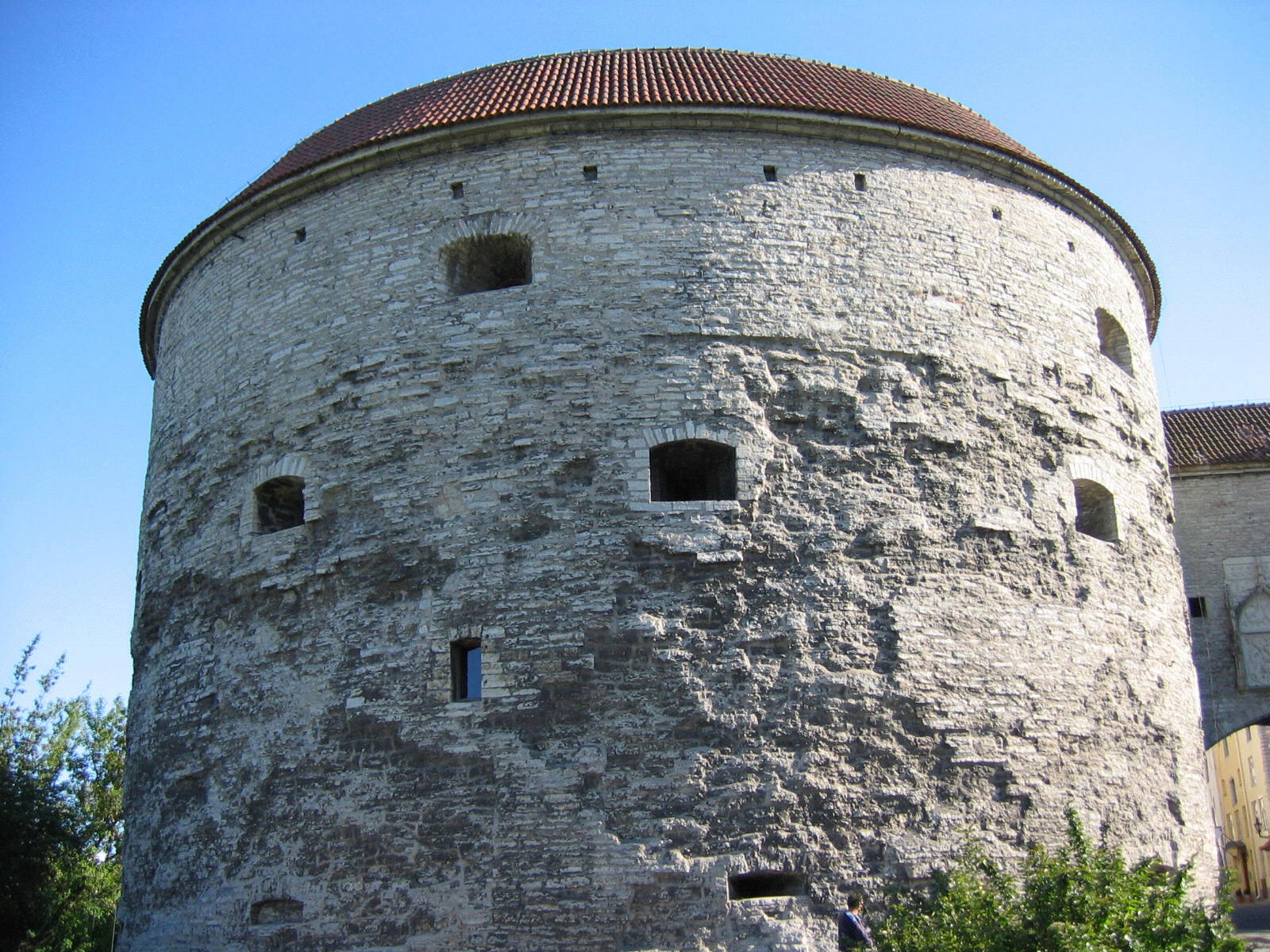
Torre de «Margaret la Gorda».

La torre Margarita la Gorda —en estonio: Paks Margareeta, también conocida en alemán como Dicke Margarethe— fue construida a comienzos del siglo XVI —entre 1511 y 1530— durante la reconstrucción del sistema de puertas medievales de la ciudad. La etimología del nombre de la torre proviene del hecho de que era la parte más grande de las fortificaciones de la ciudad, con muros de 25 metros de diámetro, 20 metros de altura y hasta 5 metros de grosor. Además de servir como fortificación contra posibles invasores que llegaban al puerto de la ciudad, también fue construida para impresionar a los visitantes que arribaban por mar.